# Marathon van Enschede 2013
De marathon van Enschede 2013 werd gelopen op zondag 21 april 2013 in Enschede. Het was de 45e editie van deze marathon.
De wedstrijd werd bij de mannen gewonnen door de Keniaan Isaac Kosgei in 2:09.17. Hij had een kleine voorsprong op zijn landgenoten Josphat Kiprono Leting (2:09.34) en Patrick Cheruiyot (2:09.48). De eerst aankomende vrouw was de Nederlandse Arenda Abbink in 2:59.52.
Naast de hele marathon kende het evenement ook een hardloopwedstrijd over de halve marathon en twee trimlopen (10 km en 5 km) en diverse kinderlopen.
In totaal namen er 6007 lopers deel aan het evenement, waarvan 418 op de marathon, 2378 op de halve marathon en 3211 op overige afstanden.

## Marathon
Mannen
| rang | naam                   | land | tijd    |
| ---- | ---------------------- | ---- | ------- |
| 1    | Isaac Kosgei           | KEN  | 2:09.17 |
| 2    | Josphat Leting Kiprono | KEN  | 2:09.34 |
| 3    | Patrick Cheruiyot      | KEN  | 2:09.48 |
| 4    | Julius Kiplagat Korir  | KEN  | 2:10.36 |
| 5    | Kiplimo Kimutai        | KEN  | 2:14.55 |
| 6    | Dese Endris            | ETH  | 2:16.30 |
| 7    | Gelgelo Tona Outoya    | ETH  | 2:17.08 |
| 8    | Teshome Girma          | ETH  | 2:21.51 |
| 9    | Peter Bruinsma         | NED  | 2:39.46 |
| 10   | Michiel van Nispen     | NED  | 2:41.27 |

Vrouwen
| rang | naam                  | land | tijd    |
| ---- | --------------------- | ---- | ------- |
| 1    | Arenda Abbink         | NED  | 2:59.52 |
| 2    | Ines van Rinsum       | NED  | 3:00.13 |
| 3    | Linda Mcfarland       | GBR  | 3:00.57 |
| 4    | Selina van der Vliet  | NED  | 3:03.51 |
| 5    | Melanie Spruijt       | NED  | 3:06.30 |
| 6    | Ylona Kruis           | NED  | 3:10.33 |
| 7    | Esther van Vroonhoven | NED  | 3:15.32 |
| 8    | Gerry Visser          | NED  | 3:22.50 |
| 9    | Willy Thio            | NED  | 3:27.57 |
| 10   | Melanie Teupen        | NED  | 3:41.07 |

## Halve marathon
Mannen
| rang | naam               | land | tijd    |
| ---- | ------------------ | ---- | ------- |
| 1    | Oprhan van Faassen | NED  | 1:10.02 |
| 2    | Koen Vossers       | NED  | 1:11.15 |
| 3    | Jay Sauer          | NED  | 1:11.52 |

Vrouwen
| rang | naam                | land | tijd    |
| ---- | ------------------- | ---- | ------- |
| 1    | Mariska Dute        | NED  | 1:20.24 |
| 2    | Jacqueline Rustidge | GBR  | 1:21.11 |
| 3    | Lesley Smit         | NED  | 1:21.11 |

## 10 km
Mannen
| rang | naam            | land | tijd  |
| ---- | --------------- | ---- | ----- |
| 1    | Frank Pol       | NED  | 35.07 |
| 2    | Thomas Doesburg | NED  | 36.06 |
| 3    | Jorik Huizinga  | NED  | 36.38 |

Vrouwen
| rang | naam              | land | tijd  |
| ---- | ----------------- | ---- | ----- |
| 1    | Renee van Hoof    | NED  | 40.31 |
| 2    | Monique Nijkamp   | NED  | 43.45 |
| 3    | Marlies Semmekrot | NED  | 46.18 |

1947 ·
1949 ·
1951 ·
1953 ·
1955 ·
1957 ·
1959 ·
1961 ·
1963 ·
1965 ·
1967 ·
1969 ·
1971 ·
1973 ·
1975 ·
1977 ·
1979 ·
1981 ·
1983 ·
1985 ·
1987 ·
1989 ·
1991 ·
1992 ·
1993 ·
1994 ·
1995 ·
1996 ·
1997 ·
1998 ·
1999 ·
2000 ·
2001 ·
2002 ·
2003 ·
2004 ·
2005 ·
2006 ·
2007 ·
2008 ·
2009 ·
2010 ·
2011 ·
2012 ·
2013 ·
2014 ·
2015 ·
2016 ·
2017 ·
2018 ·
2019 ·
2020 · 2021 ·
2022 ·
2023 ·
2024 ·
2025